# AlterNIC
AlterNIC va ser un registrador no oficial de  noms de domini d'Internet creat l'any 1995, que va generar molta controvèrsia i que funcionava amb un sistema arrel de noms de domini alternatiu. El seu propòsit principal era desafiar el monopoli d'InterNIC com a jerarquia governant dels dominis de primer nivell (gTLDs) fins a l'aparició de l'ICANN l'any 1998. Alternic oferia registre de segon nivell amb els seus propis dominis de primer nivell (TLD) a preus més econòmics que InterNIC. Tot i això, aquests noms de domini només els podien resoldre els servidors de nom que estaven configurats de forma específica per utilitzar la zona arrel d'AlterNIC.
El projecte no funciona actualment i el nom de domini alternic.net està aparcat i ja no s'associa amb AlterNIC. Eugene Kashpureff, un dels fundadors d'AlterNIC juntament amb Dianne Boling, va tenir tot un seguit de problemes legals l'any 1997.